# Änglamilen
Änglamilen är en löpartävling i Ängelholm. Utöver distansen 10 km finns även kortare distanser såsom 5 kilometer, 2,5 kilometer, 1,2 kilometer och 0,6 kilometer. 2017 arragnerades loppet för 32:a gången.

### Fotnoter
1. ↑  Joakim Olofsson. ”Änglamilen 27 maj”. Ängelholms IF. Arkiverad från originalet den 3 juli 2017. https://web.archive.org/web/20170703083809/http://idrottonline.se/AngelholmsIF-Friidrott/anglamilen27maj2017. Läst 17 juli 2017.